# Ražňany
Ražňany (bis 1948 slowakisch „Ňaršany“; ungarisch Nyársardó) ist eine Gemeinde im Osten der Slowakei mit 1657 Einwohnern (Stand 31. Dezember 2024). Sie gehört zum Okres Sabinov, einem Kreis des Prešovský kraj, sowie zur traditionellen Landschaft Šariš.

## Geographie

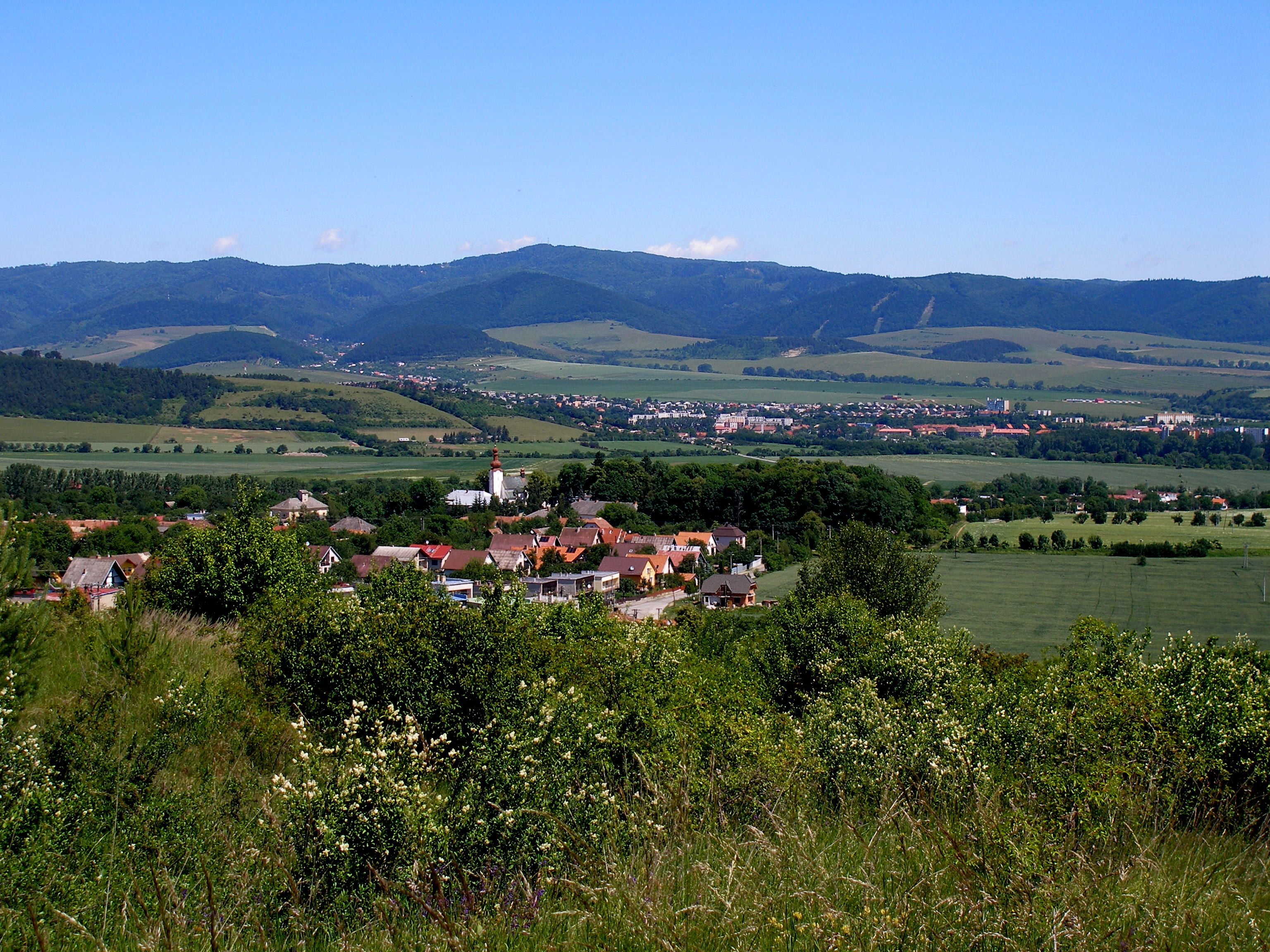
Blick auf den Ort

Die Gemeinde befindet sich im Tal der Torysa unterhalb des Gebirges Bachureň an beiden Ufern des Baches Šalgov. Das Gemeindegebiet ist hügelig und weitgehend entwaldet. Das Ortszentrum liegt auf einer Höhe von 350 m n.m. und ist zwei Kilometer von Sabinov sowie 19 Kilometer von Prešov entfernt.
Nachbargemeinden sind Sabinov im Norden (zuzüglich des Stadtteils Orkucany im Osten), Šarišské Michaľany und Ostrovany im Südosten, Jarovnice im Süden und Westen und Uzovský Šalgov und Pečovská Nová Ves im Nordwesten.

## Geschichte

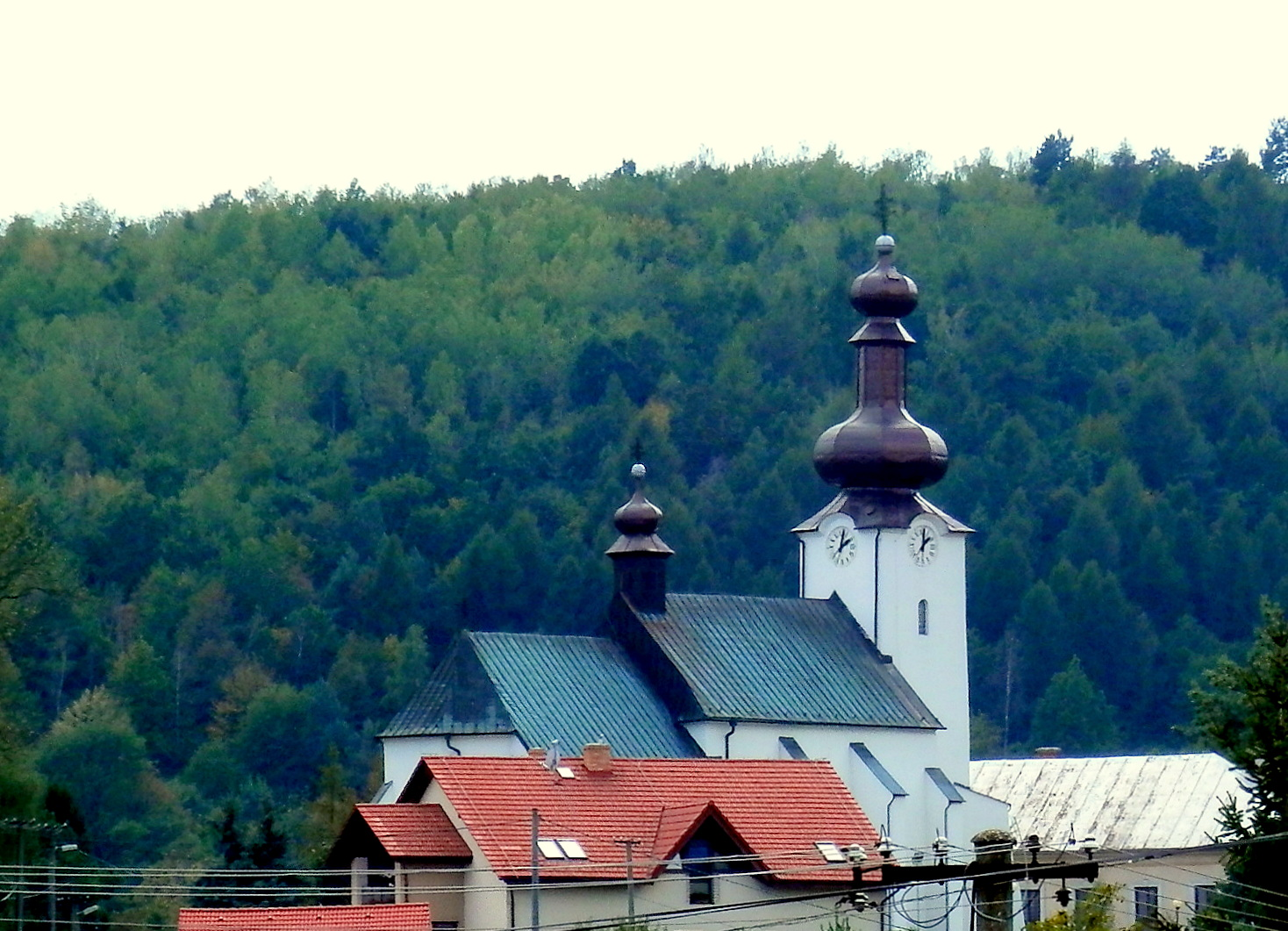
Kirche in Ražňany

Der Ort wurde zum ersten Mal 1248 als Ardounyars als Teil des Herrschaftsguts der Burg Scharosch erwähnt. Lange Zeit existierten doch zwei Siedlungen Nyárs (1283 als Naas erwähnt) und Ardó (1315 als Ordo erwähnt), die spätestens im 18. Jahrhundert zu einem Ort verschmolzen sind. 1427 gab es insgesamt 32 Porta; der Ort gehörte damals zum Geschlecht Semsey, vom 16. bis zum 19. Jahrhundert auch Ujfalussy und Tahy. 1787 zählte man 85 Häuser und 561 Einwohner und 1828 98 Häuser und 724 Einwohner, die in Landwirtschaft und Leinenweberei beschäftigt waren. Im 19. Jahrhundert gab es zudem große Kirschgärten, die teilweise bis heute bestehen.
Bis 1918 gehörte der im Komitat Scharosch liegende Ort zum Königreich Ungarn und kam danach zur Tschechoslowakei beziehungsweise heute Slowakei. 1948 wurde die Gemeinde aus nationalpolitischen Gründen in Ražňany umbenannt.

## Bevölkerung
| Jahr                | 1994 | 2004    | 2014    | 2024     |
| ------------------- | ---- | ------- | ------- | -------- |
| Anzahl der Personen | 1354 | 1443    | 1504    | 1657     |
| Unterschied         |      | +6,57 % | +4,22 % | +10,17 % |

| Jahr                | 2023 | 2024    |
| ------------------- | ---- | ------- |
| Anzahl der Personen | 1660 | 1657    |
| Unterschied         |      | −0,18 % |

Gemäß der Volkszählung 2011 wohnten in Ražňany 1460 Einwohner, davon 1169 Slowaken, 150 Roma, fünf Russinen, zwei Tschechen und jeweils ein Pole, Serbe und Ukrainer. 131 Einwohner machten keine Angabe. 1263 Einwohner bekannten sich zur römisch-katholischen Kirche, 32 Einwohner zur griechisch-katholischen Kirche, acht Einwohner zur evangelischen Kirche A. B., drei Einwohner zur orthodoxen Kirche, zwei Einwohner zu den Zeugen Jehovas und jeweils ein Einwohner zur apostolischen Kirche und zur jüdischen Gemeinde; ein Einwohner war anderer Konfession. Elf Einwohner waren konfessionslos und bei 138 Einwohnern wurde die Konfession nicht ermittelt.
Ergebnisse nach der Volkszählung 2001 (1434 Einwohner):
| Nach Ethnie: - 96,58 % Slowaken - 2,86 % Roma - 0,21 % Tschechen - 0,14 % Magyaren - 0,07 % Russinen - 0,07 % Ukrainer | Nach Konfession: - 96,72 % römisch-katholisch - 1,67 % griechisch-katholisch - 0,70 % keine Angabe - 0,28 % evangelisch - 0,14 % orthodox - 0,14 % konfessionslos - 0,14 % tschechoslowakisch-hussitisch |

## Bauwerke
- römisch-katholische Demetrioskirche aus dem Jahr 1510, 1540 und 1778 erweitert und 1908 instand gesetzt. Im Inneren befinden sich architektonische Details im gotischen und Renaissance-Stil
- Kornspeicher im klassizistischen Stil aus dem Jahr 1840
- kleines Landschloss aus dem 17. Jahrhundert, heute Sitz eines Altersheims

## Verkehr

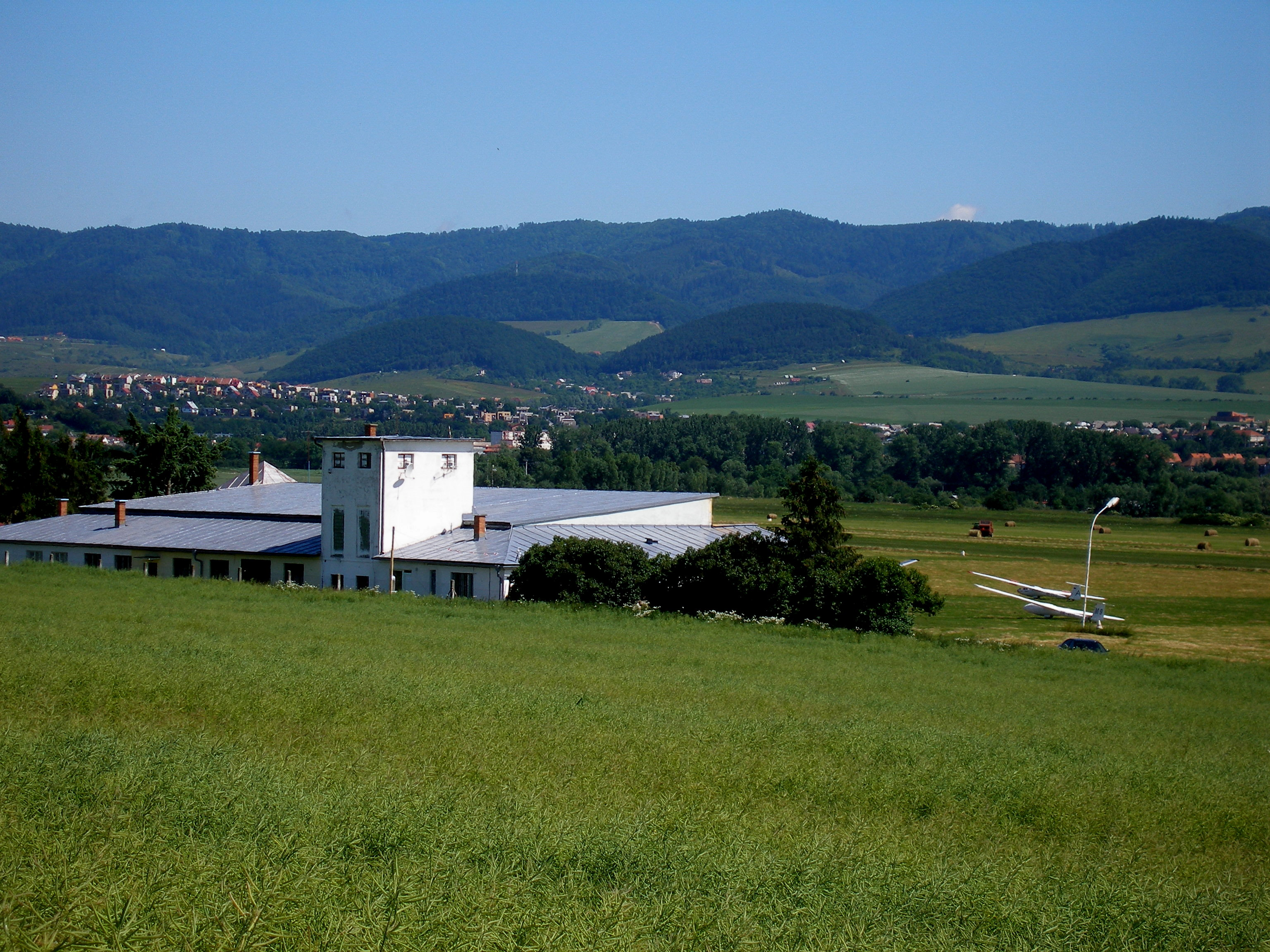
Sportflugplatz Ražňany

Der nächste Anschluss an eine überregionale Straße (Straße 1. Ordnung 68) befindet sich in Sabinov in zwei Kilometer Entfernung. Ebenfalls dort liegt ein Bahnhof an der Bahnstrecke Kysak–Muszyna.
Östlich des Ortszentrums befindet sich der Sportflugplatz Ražňany (ICAO-Code: LZRY).